# Lishan
För andra betydelser, se Lishan (olika betydelser).
Lishan är ett stadsdistrikt i Anshan i Liaoning-provinsen i nordöstra Kina.